# Day of Reckoning
Day Of Reckoning je 11. studiové album německé thrash metalové kapely Destruction. Bylo vydáno 18. února 2011 pro Evropu a 8. března 2011 pro USA a Kanadu. První limitovaná edice alba neobsahovala na obalu desky logo kapely, zatímco vinylová verze a druhý náklad CD na obalu desky obsahovala logo Destruction v červeném provedení. Tato nahrávka je první, na které bicí nahrával bubeník Vaaver. 18. prosince v Portugalsku zahrála kapela poprvé živě skladbu „Hate Is My Fuel“. K této skladbě je také natočen videoklip.

## Seznam skladeb
Autoři všech skladeb jsou Schmier a Sifringer
1. The Price – 3:39
2. Hate Is My Fuel – 4:24
3. Armageddonizer – 4:09
4. Devil’s Advocate – 4:18
5. Day Of Reckoning – 3:58
6. Sorcerer Of Black Magic – 4:25
7. Misfit – 4:26
8. The Demon Is God – 5:11
9. Church Of Disgust – 4:05
10. Destroyer Or Creator – 3:09
11. Sheep Of The Regime – 4:59
12. Stand Up And Shout (Ronnie James Dio, Jimmy Bain) (Bonus na limitované edici)

## Sestava

### Kapela
- Marcel „Schmier“ Schirmer – zpěv, baskytara
- Michael „Mike“ Sifringer – kytary
- Wawrzyniec „Vaaver“ Dramowicz – bicí

### Hosté
- Olof Mörck – kytarové sólo ve skladbě 4
- Ol Drake – kytarové sóla, doprovodný zpěv
- Björn Kluth – doprovodný zpěv
- Matthias 'Metti' Zimmer – doprovodný zpěv